# 1 João 5
1 João 5 é o quinto e último capítulo da Primeira Epístola de João, de autoria do Apóstolo João, que faz parte do Novo Testamento da Bíblia.

## Estrutura
I. A fé e o amor são os princípios vencedores no conflito com o mundo e com os poderes do mal
1. A vida de obediência por amor, v. 1-3
2. A vitória da fé, v. 4,5
3. Os testemunhos divinos na terra e no céu, v. 6-9
4. O testemunho do Espírito, v. 10
5. O dom da vida eterna por meio do Filho de Deus, v. 11-13
6. A certeza da resposta à oração, v. 14,15
7. O tratamento ao irmão pecador, v. 16
8. Quatro verdades que o crente conhece, v. 18-20